# ایست لیک، شهرستان پاینلاس، فلوریدا
ایست لیک، شهرستان پاینلاس (به انگلیسی: East Lake) یک منطقهٔ مسکونی در ایالات متحده آمریکا است که در شهرستان پاینلاس، فلوریدا قرار دارد. ایست لیک، شهرستان پاینلاس ۸۱٫۸ کیلومتر مربع مساحت و ۳۰٬۹۶۲ نفر جمعیت دارد.